# ホセファ・サーラス・マテオ
ホセファ・サーラス・マテオ（Josefa Salas Mateo、1860年7月14日 - 1973年2月27日）は、長寿世界一であったスペイン・カディス県出身の女性。1970年1月から死去まで、3年47日もの間長寿世界一であった。
1973年2月、112歳228日で死去。